# Aeroportul Internațional Charlotte/Douglas
Aeroportul Internațional Charlotte/Douglas (IATA: CLT, ICAO: KCLT, FAA LID: CLT) este un aeroport din Charlotte, Comitatul Mecklenburg, Carolina de Nord, Carolina de Nord, Statele Unite ale Americii ce deservește zona Charlotte metropolitan area⁠(d). Aeroportul a fost tranzitat în 2023 de 53.446.295 de pasageri. A fost deschis în 1935 și numit după Ben Elbert Douglas, Sr.⁠(d).
Situat la o altitudine de 228 m, aeroportul dispune de 4 piste.

## Infrastructură

### Piste
Eroare Lua în Modul:Runway la linia 21: attempt to concatenate local 'surface' (a nil value)